# Montmaur-en-Diois
Montmaur-en-Diois este o comună în departamentul Drôme din sud-estul Franței. În anul 2009 avea o populație de 79 de locuitori.

## Evoluția populației
| An        | 1975 | 1982 | 1990 | 1999 | 2006 | 2009 |
| --------- | ---- | ---- | ---- | ---- | ---- | ---- |
| Populație | 59   | 58   | 79   | 79   | 80   | 79   |